# Ritasuo - Onttoinvuorensuo
Ritasuo - Onttoinvuorensuo este o arie protejată (arie specială de conservare — SAC, sit de importanță comunitară — SCI) din Finlanda întinsă pe o suprafață de 15 ha, integral pe uscat.

## Localizare
Centrul sitului Ritasuo - Onttoinvuorensuo este situat la coordonatele 61°37′40″N 27°20′21″E / 61.6278°N 27.3392°E.

## Înființare
Situl Ritasuo - Onttoinvuorensuo a fost declarat sit de importanță comunitară în mai 2002 pentru a proteja 1 specie de animale. Situl a fost protejat și ca arie specială de conservare în aprilie 2015.

## Biodiversitate
Situată în ecoregiunea boreală, aria protejată conține 2 habitate naturale: Mlaștini turboase de tranziție și turbării mișcătoare, Mlaștini împădurite.
La baza desemnării sitului se află o specie protejată de  mamifere: veveriță zburătoare siberiană (Pteromys volans).